# Real Madrid Baloncesto 2019-2020
Questa voce raccoglie le informazioni riguardanti il Real Madrid Baloncesto nelle competizioni ufficiali della stagione 2019-2020.

## Stagione
La stagione 2019-2020 del Real Madrid Baloncesto è la 64ª nel massimo campionato spagnolo di pallacanestro, la Liga ACB.

## Roster
Aggiornato al 14 luglio 2019.
| Real Madrid 2019-20 | Real Madrid 2019-20 |
| Giocatori           | Staff tecnico       |
| ------------------- | ------------------- |

| N. | Naz.                                            | Ruolo | Nome                 | Anno | Alt.   | Peso   |  |
| -- | ----------------------------------------------- | ----- | -------------------- | ---- | ------ | ------ |  |
| 1  | Francia (bandiera)                              | G     | Fabien Causeur       | 1987 | 195 cm | 90 kg  |  |
| 3  | Stati Uniti (bandiera) · Slovenia (bandiera)    | AG    | Anthony Randolph     | 1989 | 211 cm | 102 kg |  |
| 5  | Spagna (bandiera)                               | GA    | Rudy Fernández       | 1985 | 196 cm | 83 kg  |  |
| 6  | Italia (bandiera)                               | P     | Matteo Spagnolo      | 2003 | 194 cm | 86 kg  |  |
| 7  | Argentina (bandiera) · Spagna (bandiera)        | P     | Facundo Campazzo     | 1991 | 181 cm | 88 kg  |  |
| 8  | Argentina (bandiera) · Italia (bandiera)        | P     | Nicolás Laprovíttola | 1990 | 190 cm | 83 kg  |  |
| 9  | Spagna (bandiera)                               | AG    | Felipe Reyes (C)     | 1980 | 206 cm | 104 kg |  |
| 14 | Argentina (bandiera)                            | A     | Gabriel Deck         | 1995 | 201 cm | 107 kg |  |
| 16 | Spagna (bandiera)                               | AG    | Usman Garuba         | 2002 | 203 cm | 104 kg |  |
| 17 | Croazia (bandiera) · Spagna (bandiera)          | A     | Mario Nakić          | 2001 | 202 cm | 99 kg  |  |
| 20 | Stati Uniti (bandiera) · Azerbaigian (bandiera) | G     | Jaycee Carroll       | 1983 | 188 cm | 81 kg  |  |
| 22 | Capo Verde (bandiera) · Spagna (bandiera)       | C     | Walter Tavares       | 1992 | 221 cm | 120 kg |  |
| 23 | Spagna (bandiera)                               | PG    | Sergio Llull         | 1987 | 190 cm | 94 kg  |  |
| 25 | Stati Uniti (bandiera)                          | AG    | Jordan Mickey        | 1994 | 203 cm | 107 kg |  |
| 33 | Stati Uniti (bandiera)                          | AC    | Trey Thompkins       | 1990 | 208 cm | 109 kg |  |
| 35 | Croazia (bandiera) · Spagna (bandiera)          | A     | Boris Tišma          | 2002 | 204 cm | 93 kg  |  |
| 44 | Svezia (bandiera)                               | GA    | Jeff Taylor          | 1989 | 201 cm | 102 kg |  |
| 50 | Tunisia (bandiera)                              | C     | Salah Mejri          | 1986 | 218 cm | 107 kg |  |

| Allenatore                                                                                              |
| - Pablo Laso                                                                                            |
| Assistente/i                                                                                            |
| - Isidoro Calín - Chus Mateo - Paco Redondo Legenda - (C) Capitano - (IN) Inattivo - Infortunato Roster |

## Mercato

### Sessione estiva
| Acquisti | Acquisti             | Acquisti          | Acquisti              | Acquisti |
| R.a      | Nome                 | da                | Modalità              |          |
| -------- | -------------------- | ----------------- | --------------------- | -------- |
| P        | Nicolás Laprovíttola | Joventut Badalona | definitivo (200000 €) |          |
| AG       | Jordan Mickey        | Chimki            | definitivo            |          |
| AG       | Sebas Saiz           | Canarias Tenerife | fine prestito         |          |
| AG       | Dino Radončić        | Murcia            | fine prestito         |          |
| P        | Carlos Alocén        | Saragozza         | definitivo            |          |

| Cessioni | Cessioni        | Cessioni             | Cessioni       | Cessioni |
| R.       | Nome            | a                    | Modalità       |          |
| -------- | --------------- | -------------------- | -------------- | -------- |
| C        | Gustavo Ayón    | Zenit S. Pietroburgo | fine contratto |          |
| AP       | Santiago Yusta  | Canarias Tenerife    | fine contratto |          |
| C        | Ognjen Kuzmić   | Stella Rossa         | fine contratto |          |
| AG       | Dino Radončić   | Murcia               | rescissione    |          |
| AG       | Sebas Saiz      | SunRock. Shibuya     | fine contratto |          |
| G        | Klemen Prepelič | Joventut Badalona    | prestito       |          |
| P        | Carlos Alocén   | Saragozza            | prestito       |          |
| P        | Melwin Pantzar  | Monaco               | rescissione    |          |

### Dopo l'inizio della stagione
| Acquisti | Acquisti    | Acquisti             | Acquisti        | Acquisti   |
| R.       | Nome        | da                   | Data            | Modalità   |
| -------- | ----------- | -------------------- | --------------- | ---------- |
| C        | Salah Mejri | Liaoning F. Leopards | 10 ottobre 2019 | definitivo |

| Cessioni | Cessioni | Cessioni | Cessioni | Cessioni |
| R.       | Nome     | a        | Data     | Modalità |
| -------- | -------- | -------- | -------- | -------- |